# 11015 Romanenko
11015 Romanenko (1982 SJ7) là một tiểu hành tinh vành đai chính được phát hiện ngày 17 tháng 9 năm 1982 bởi N. S. Chernykh ở Đài vật lý thiên văn Crimean.